# Schloss Malitsch
Das Schloss Malitsch (polnisch Pałac w Małuszowie) ist ein ruinöses Schloss im heute polnischen Małuszów (Malitsch) im Powiat Jaworski, dem historischen Landkreis Jauer. Das Schloss befindet sich 50 m westlich der neugotischen Kirche St. Joseph. 

## Geschichte
Das ursprüngliche Herrenhaus wurde wahrscheinlich im frühen 17. Jahrhundert für die von Abschatz erbaut und im 18. Jahrhundert zur bis heute erhaltenen Form umgebaut. Ende des 18. Jahrhunderts ging das Anwesen in den Besitz von Ludwig Freiherr von Richthofen, dann in Besitz Herzog Ludwigs von Hessen und schließlich in Besitz des bayerischen Königs Ludwig I. über. Letzterer verkaufte das Gut am 30. Januar 1842 an Heinrich von Sprenger, dessen Sohn 1903 einen Fideikommiss einrichtete. 
Heute ist das Schloss in Privatbesitz und wird für Hotelzwecke renoviert.

## Bauwerk
Das Barockschloss besteht aus drei unterkellerten, zweigeschossigen Flügeln in Hufeisenform, die mit Mansarddach gedeckt sind. Der Portikus in der Mitte der Vorderfront ist mit floralem Relief geschmückt und trägt mit vier Säulen getragenen eine Terrasse mit Sandsteinbalustrade besteht.
Über dem Seiteneingang im Ostflügel ist eine Wappenkartusche. In der Nähe befinden sich auf der Ostseite Neben- und Wirtschaftsgebäude. 

## Park
Der Landschaftspark mit einer Fläche von 9,9 ha, einschließlich zweier Teiche, ist heute vernachlässigt.